# البريج (غزة)
البريج هي بلدة فلسطينية، من بلديات محافظة دير البلح، تقع إلى الشمال الشرقي من مدينة دير البلح وسط قطاع غزة. وهي من المناطق التي احتلتها إسرائيل خلال حرب 1967. 
تُدار بواسطة مجلس بلدي البريج، ويتبع لها منطقة مخيم البريج.

## التاريخ

### حرب 1967
وقعت البريج تحت الاحتلال الإسرائيلي بعد حرب 1967.

### السلطة الفلسطينية
بعد تأسيس السلطة الوطنية الفلسطينية عام 1994 نتيجةً لاتفاق السلام بين منظمة التحرير الفلسطينية وإسرائيل عام 1993، تسلمتها السلطة الفلسطينية ووضعتها تحت سيطرتها المدنية والأمنية.

## السكان
بلغ عدد سكان البلدة عام 2017 حوالي (15,491) نسمة وفق الجهاز المركزي للإحصاء الفلسطيني.